# 桐山部屋
桐山部屋（きりやまべや）は日本相撲協会にかつて存在した立浪一門の相撲部屋。

## 沿革
1984年5月場所限りで引退して、以降は伊勢ヶ濱部屋（旧・伊勢ヶ濱部屋）の部屋付き親方となっていた年寄・20代桐山（元小結・黒瀬川）が、1995年1月に分家独立して桐山部屋を創設した。伊勢ヶ濱部屋から分家独立した形となっているが、実質的には同じ伊勢ヶ濱一門（旧・伊勢ヶ濱一門）に所属する大鳴戸部屋の師匠である11代大鳴戸（元関脇・高鐵山）が、自身が連帯保証人となった借金が原因で1995年1月に廃業を表明し、同時に大鳴戸部屋を閉鎖してしまったため、急遽20代桐山が独立して、大鳴戸部屋に所属する力士・行司を全て引き取るという経緯での設立となった。
2000年2月には10代木瀬（元幕内・清ノ森）の定年退職直前に閉鎖された木瀬部屋（旧・木瀬部屋）から所属力士3人と床山1人を引き取った。2007年2月1日には閉鎖された旧・伊勢ヶ濱部屋から8代伊勢ヶ濱（元幕内・和晃）と所属力士ら計9人を引き取った。
2009年7月場所においてモンゴル出身の德瀬川が新十両へ昇進し、部屋史上初となる関取が誕生した。
力士数の減少により、20代は2011年1月場所を最後に部屋を閉鎖することを決定し、所属力士のうち1人は同場所限りで引退、同年1月27日に開催された日本相撲協会理事会において20代と部屋付き親方である16代浦風（元幕内・照櫻）および力士4人・若者頭1人・世話人1人・呼出2人・床山1人は同じ立浪一門の朝日山部屋へ、行司1人と床山1人は追手風部屋へ、呼出1人は友綱部屋へと移籍することが承認され、正式に部屋は閉鎖された。

## 師匠
- 20代：桐山国由（きりやま くにゆき、小結・黒瀬川、東京）

## 最終所在地
- 東京都荒川区東尾久2-47-7

## 力士

### 幕内
- 德瀬川正直（前4・モンゴル）

## 脚註
1. ↑  桐山部屋の朝日山部屋転属を承認 スポーツニッポン 2011年1月28日